# Walter Savage Landor
Walter Savage Landor (né le 30 janvier 1775 et mort le 17 septembre 1864) est un écrivain et poète anglais. Ses œuvres les plus connues sont les conversations imaginaires (« Imaginary Conversations »), et le poème Rose Aylmer, mais le succès qu'il a obtenu auprès de poètes, critiques et chroniqueurs de son temps n'allait pas de pair avec le succès public. Travailleur remarquable, Landor se distinguait encore par son caractère exubérant et son tempérament vif.

## Biographie
La vie de Landor est un catalogue incroyable d'incidents et de malheurs, beaucoup d'entre eux auto-infligés, mais certains sans aucune faute de sa part. Sa nature impétueuse, son tempérament têtu, associé à un mépris complet pour les formes de l'autorité, lui causèrent beaucoup d'ennuis. Par une succession d'actions bizarres, il a été successivement chassé d'Oxford et, pour de courtes périodes, de la maison familiale. Au cours de sa vie, Landor est entré en conflit délibérément avec ses ennemis politiques - les partisans de Pitt - mais aussi au gré des rencontres, avec une succession de Lords-lieutenants, d'évêques, de lords-chanceliers, de seigneurs espagnol, de grands-ducs italiens, de nonces apostoliques, d'avocats et autres personnages officiels. Il obtenait généralement gain de cause, si ce n'est grâce à un sens de la répartie hilarant et d'un effet immédiat, du moins plusieurs années plus tard avec une épithète mordante.
L'écriture de Landor l'a souvent fait tomber sous le coup de l'accusation en diffamation. Même en s'exprimant en latin, cela ne lui était d'aucune utilité en Italie. Plusieurs fois, ses amis ont dû venir à son aide en modérant ses adversaires ou en l'encourageant à modérer son propre comportement. Ses amis étaient également actifs dans les tentatives désespérées pour obtenir que son travail fût publié, malgré l'opinion des éditeurs qui jugeaient son travail invendable ou impubliable. Landor a été impliqué à plusieurs reprises dans des querelles de voisinage, que ce soit en Angleterre ou en Italie. Le portrait qu'en donne Charles Dickens dans La Maison d'Âpre-Vent s'appuie sur un différend à propos d'une porte entre Boythorn et Sir Leicester Dedlock.
Landor connut des revers lorsqu'il essaya de mettre en pratique ses idées audacieuses et généreuses pour améliorer le sort des hommes. Son mariage fut également orageux et malheureux.
Pourtant, Landor a été décrit comme « l'homme le plus doux et le plus aimable ». Il était parvenu à s'entourer d'amis qui ne manquèrent pas de lui venir en aide comme « sa loyauté et sa générosité de cœur étaient aussi inépuisables que sa bienfaisance ». Il a été dit que « des éloges et des encouragements, mérités ou non, sont venus plus facilement à ses lèvres que des mots de défi ou de défiance ». Doté d'un grand sens de l'humour, Landor exprimait par le rire « sa compassion passionnée, sa pitié amère et brûlante pour tous les torts subis dans le monde entier, son amour tendre et ardent des enfants, des animaux et des fleurs marquant aussi bien les pages de son œuvre que les principaux faits de son existence

## Aperçu de l'œuvre
Dans une vie longue et active de 89 années, Landor a produit une quantité considérable de travaux dans divers genres. Ceux-ci peuvent être classés en quatre domaines principaux : prose, poésie lyrique, écrits politiques, y compris épigrammes parfois en latin. Sa prose et sa poésie ont été également acclamées. Les critiques sont divisés dans leur préférence entre les deux versants de son œuvre, et il est aujourd'hui souvent décrit comme « poète pour les poètes » et peut-être l'un des plus grands auteurs de poèmes très courts en anglais, « certains des meilleurs poètes, Yeats, Ezra Pound et Robert Frost, ont été guidés par ses lumières ».
La prose de Landor atteint sa plénitude dans les conversations imaginaires. Il met en scène un large éventail de personnages historiques, des philosophes grecs à des écrivains contemporains, et les conversations entre ces personnages qui ont couvert les domaines de la philosophie, de la politique, de romance et de nombreux autres sujets montrent une application plus efficace de la capacité naturelle de Landor pour écrire les dialogues de ses pièces. Bien que ceux-ci ont de nombreux passages dignes d'être cités, le sentiment général demeure que Landor n'était pas à son aise dans le genre théâtral scénique.
Landor écrivait de la poésie en exprimant sa propre sensibilité et son sens de la beauté. Les poèmes d'amour ont été inspirés par une succession d'idéaux romantiques féminins - Ione, Ianthe, Rose et Rose Aylmer Paynter. Tout aussi sensibles sont ses poèmes « domestiques » au sujet de sa sœur et de ses enfants.
Au cours de sa carrière, Landor a écrit pour diverses revues sur des sujets variés, de la politique anti-Pitt à l'unification de l'Italie. Il était aussi un maître de l'épigramme qu'il a utilisé à bon escient, et a écrit des satires pour se venger des mêmes politiciens et autres personnes qui le tourmentaient.
Landor a écrit plus de trois cents poèmes latins, tracts politiques et essais, mais ceux-ci ont généralement été ignorés dans les collections de son travail. Landor jugeait le latin utile pour exprimer des choses qui, autrement, auraient été « indécentes ou peu attrayantes », comme il le disait lui-même, et aussi comme une couverture pour ses propos diffamatoires. Érudits classiques collègues de l'époque mettent les ouvrages latins de Landor sur un pied d'égalité avec son écriture en anglais.

## Œuvres
Walter Savage Landor (trad. de l'anglais), Conversation imaginaire entre Diogène et Platon, Paris, Allia, 1995, 136 p. (ISBN 2-904235-97-3, lire en ligne)

## Source
- (en) Cet article est partiellement ou en totalité issu de l’article de Wikipédia en anglais intitulé « Walter Savage Landor » (voir la liste des auteurs).